# 在原安貞
在原 安貞（ありわら の やすさだ）は、平安時代前期の貴族。平城天皇の孫。四品・高岳親王の子。官位は正五位下・摂津守。

## 経歴
薬子の変で父・高岳親王が皇太子を廃されると、兄・善淵と共に臣籍降下して在原朝臣姓を与えられる。
天安2年（858年）清和天皇の即位に伴い従五位下に叙爵。貞観3年（861年）大和権守に任官する。その後は、貞観4年（862年）6月に大宰権少弐、次いで翌貞観5年（862年）2月に大宰少弐に昇格し、貞観8年（866年）には従五位上・肥後守に叙任されるなど、清和朝中盤は九州地方の地方官を歴任した。
この間の貞観7年（865年）に父・高岳親王が唐の広州より海路天竺を目指し出発したものの、消息を絶っていた。貞観15年（873年）になって安貞は兄の善淵と共に、入唐後長期間消息がなく生死不明となっていた父・高岳親王の封邑の返却を上表するがこの時は許されなかった。
陽成朝に入り、貞観19年（877年）摂津守に任ぜられる。元慶2年（878年）次侍従に補任され、元慶3年（879年）正月に正五位下に叙せられる。同年閏10月に再び父・高岳親王の封邑の返却を上表し、今度は許されている。

## 官歴
『日本三代実録』による。
- 時期不詳：正六位上
- 天安2年（858年） 11月7日：従五位下
- 貞観3年（861年） 正月13日：大和権守
- 貞観4年（862年） 6月5日：大宰権少弐
- 貞観5年（863年） 2月10日：大宰少弐
- 貞観8年（866年） 正月7日：従五位上。11月29日：肥後守
- 貞観15年（863年） 11月14日：見前肥後守
- 貞観19年（877年） 正月：摂津守[3]
- 元慶2年（878年） 4月2日：次侍従。9月2日：摂津守（本官起之）
- 元慶3年（879年） 正月7日：正五位下

## 系譜
- 父：高岳親王
- 母：不詳
- 妻：不詳
  - 男子：在原載春[4]